# James Foley (filmregisseur)
James Foley (Brooklyn (New York), 28 december 1953 – Los Angeles, 6 mei 2025) was een Amerikaans filmregisseur. Hij regisseerde onder andere afleveringen van de populaire Netflix-serie House of Cards en de film Fifty Shades Darker. 
Foley overleed in mei 2025 op 71-jarige leeftijd.

## Filmografie

### Films
- Reckless (1984)
- At Close Range (1986)
- Who's That Girl (1987)
- After Dark, My Sweet (1990)
- Glengarry Glen Ross (1992)
- Two Bits (1995)
- The Chamber (1996)
- Fear (1996)
- The Corruptor (1999)
- Confidence (2003)
- Perfect Stranger (2007)
- Fifty Shades Darker (2017)
- Fifty Shades Freed (2018)

### Televisie
- Twin Peaks (1991, 1 aflevering)
- Gun (1997, 1 aflevering)
- Hannibal (2013, 1 aflevering)
- House of Cards (2013–2015, 12 afleveringen)
- Wayward Pines (2015, 1 aflevering)
- Billions (2016, 2 afleveringen)

### Muziekvideo's
Naast de film Who's That Girl (1987), regisseerde Foley ook de volgende muziekvideo's voor Madonna:
- "Live to Tell" (1986)
- "Papa Don't Preach" (1986)
- "True Blue" (1986)

- Bibsys: 13065312
- Biblioteca Nacional de España: XX4579836
- Bibliothèque nationale de France: cb139860425 (data)
- Gemeinsame Normdatei: 122472055
- International Standard Name Identifier: 0000 0001 1763 9984
- Library of Congress Control Number: no97069934
- Nationale Bibliotheek van Tsjechië: xx0217954
- Nationale Bibliotheek van Israël: 987007320264305171
- Nederlandse Thesaurus van Auteursnamen: 07311555X
- SNAC: w6j67tmh
- Système universitaire de documentation: 07569932X
- Virtual International Authority File: 54341527
- WorldCat: E39PBJpdKp43xt4yvR8kRh89jC